# حمدانیان

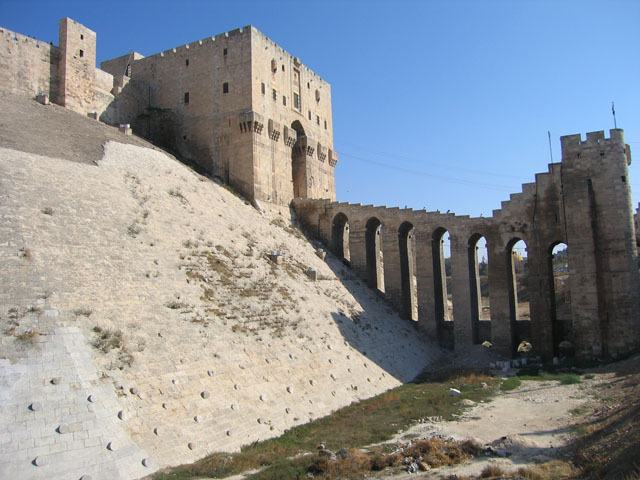
نمایی از ارگ حلب با پل ورودی آن

حمدانیان (۲۹۳-۳۹۴ق/۹۰۵-۱۰۰۴م) نام سلسله‌ای شیعه و عرب‌تبار است که در سرزمین‌های شمال عراق و شام فرمانروایی می‌کردند.
حمدانیان از قبیلهٔ تَغْلِب بودند که مدت‌ها پیش در جزیره مستقر شده بودند. آن‌ها از پشتیبانان ادبیات عرب بودند و به ویژه به خاطر تشویق و پشتیبانی سیف‌الدوله از متنبی شاعر، نامدار گشتند. آن‌ها با وجود آنکه بر منطقهٔ پربرکتی که دارای مراکز بسیار برای بازرگانی و تکاپو بود فرمانروایی یافتند، همچنان بی‌قیدی و ویرانگری ویژهٔ اعراب بدوی را نگاه داشتند.

## فرمانرواها
شاخه موصل:
| نام فرمانروا                      | سال فرمانروایی      |
| ابوالهیجاء عبدالله                | ۲۹۳ق/۹۰۵م           |
| ناصرالدوله ابومحمد الحسن          | ۳۱۷ق/۹۲۹م           |
| عضدالدوله ابوتغلب فضل‌الله الغضنفر | ۳۵۸ق/۹۶۹م           |
| ابوطاهر ابراهیم                   | ۳۷۹ق-۳۸۹ق/۹۸۱م-۹۹۱م |
| ابوعبدالله الحسین                 | ۳۷۹ق-۳۸۹ق/۹۸۱م-۹۹۱م |

شاخه حلب:
| نام فرمانروا               | سال فرمانروایی |
| سیف‌الدوله ابوالحسن علی     | ۳۳۳ق/۹۴۵م      |
| سعدالدوله ابوالمعالی شریف  | ۳۵۶ق/۹۶۷م      |
| سعیدالدوله ابوالفضایل سعید | ۳۸۱ق/۹۹۱م      |
| ابوالحسن علی               | ۳۹۲ق/۱۰۰۲م     |
| ابوالمعالی شریف            | ۳۹۴ق/۱۰۰۴م     |